# Octobre 1988

## Évènements
- 1er octobre : 
  - Andreï Gromyko démissionne du poste de président du Praesidium du Soviet suprême.
  - clôture des Jeux olympiques d'été à Séoul.

- 2 octobre (Formule 1) : Grand Prix automobile d'Espagne.

- 3 octobre : inondations à Nîmes (10 morts).

- Événements du 5 octobre 1988 en Algérie, révolte populaire qui a fait 400 morts et un millier de blessés.

- 5 octobre : 
  - (Algérie) : évènements du 5 octobre 1988, une révolte populaire qui a fait 400 morts, un millier de blessés.
  - Référendum au Chili. 54 % des votants s’opposent à la prolongation du mandat de Pinochet et se prononcent pour la tenue d’élections générales. L’opposition victorieuse se divise pour savoir si elle doit présenter un candidat unique et un programme commun de gouvernement. Elle y renonce provisoirement. Système constitutionnel au Chili. Des élections libres portent au pouvoir un gouvernement chrétien-démocrate.
  - Constitution d’octobre 1988 au Brésil : scrutin présidentiel direct à deux tours, accroissement du poids du Congrès face à l’exécutif, décentralisation, droits sociaux et liberté individuelles.

- 8 octobre : ouverture de la première ligne du métro de Valence.

- 30 octobre (Formule 1) : le Brésilien Ayrton Senna remporte son premier titre de champion du monde des conducteurs au volant d'une McLaren-Honda grâce à sa victoire au Grand Prix automobile du Japon à Suzuka.

- 31 octobre : début de l'affaire des disparus de Fontainebleau, dite aussi « des fiancés de Fontainebleau », affaire criminelle française non élucidée.

## Naissances
- 3 août : ASAP Rocky, rappeur américain.
- 4 octobre :
  - Sarah Proud, joueuse française de rugby à XV
  - Derrick Rose, basketteur américain.
  - Magdaléna Rybáriková, joueuse de tennis slovaque.
- 6 octobre : Maki Horikita, actrice japonaise.
- 9 octobre : Blessing Okagbare, athlète nigériane.
- 15 octobre : Mesut Özil, footballeur allemand.
- 17 octobre : Serhiy Hladyr, basketteur ukrainien.
- 20 octobre : Risa Niigaki, idole japonaise.
- 27 octobre : T-Wayne, rappeur américain.
- 28 octobre :
  - Gary McGhee, basketteur américain.
  - Maroi Mezien, lutteuse tunisienne.
  - Devon Murray, chanteur et acteur irlandais.
  - John Roberson, basketteur américain.
  - Nassira Traoré, joueuse de basket-ball malienne.
  - Kim Un-guk (김은국), haltérophile nord-coréen.
- 31 octobre :
  - Sébastien Buemi, pilote de Formule 1.
  - Issife Soumahoro, basketteur franco-ivoirien.

## Décès
- 9 octobre : Felix Wankel, ingénieur allemand en mécanique automobile (° 13 août 1902).